# Geekstreak
Geekstreak är en maxisingel från 2001 med den svenska rockgruppen The Hellacopters.

## Geekstreak: Universal International (Japan)2001
1. Geekstreak
2. Have Mercy On The Children
3. Cold Night For Alligators (Roky Erickson)
4. Get Ready
5. You Left The Water Running (Rick Hall/Oscar Franck/Dan Penn)
6. (I'm A) Stealer
7. Like No Other Man - live
8. Toys And Flavors (video)
9. Hopeless Case Of A Kid In Denial (video)
10. No Song Unheard (video)

## The Hellacopters 12": Sweet Nothing Records2002
1. Have Mercy On The Children
2. Cold Night For Alligators (Roky Erickson)
3. (I'm A) Stealer
4. You Left The Water Running (Rick Hall/Oscar Franck/Dan Penn)
5. Like No Other Man - live
6. A House Is Not A Motel